# Lipová u Slavičína
Lipová (deutsch Lippowa, 1939–1945 Linden) ist eine Gemeinde in Tschechien. Sie liegt vier Kilometer nördlich von Slavičín und gehört zum Okres Zlín.

## Geographie
Lipová befindet sich im Norden der Weißen Karpaten auf dem Gebiet des Landschaftsschutzgebietes CHKO Bílé Karpaty. Das Dorf erstreckt sich rechtsseitig des Baches Lipovský potok am Unterlauf des Podevsový potok. Nordöstlich erhebt sich der Haluzický kopec (518 m), Hrbov (441 m) und Hradisko (474 m), östlich der Nový háj (472 m), im Süden der Nad Loštím (469 m) sowie nordwestlich die Uhliska (529 m) und der Hušť (500 m). Südöstlich des Dorfes befindet sich ein Militärgebiet.
Nachbarorte sind Loučka und Újezd im Norden, Haluzice und Vlachova Lhota im Nordosten, U Kovaříků, Vlachovice und Vrbětice im Osten, Hluboké, Bohuslavice nad Vláří und Divnice im Südosten, Klenůvky, Hájenky, Mladotice und Slavičín im Süden, Rudimov und Nevšová im Südwesten, Lazy und Řezníček im Westen sowie Dolní Lhota, Miloňov, Mokré, Sehradice, Uhlisko und Slopné im Nordwesten.

## Geschichte
Die erste schriftliche Erwähnung des bischöflichen Lehns Lipowa erfolgte 1362 als Besitz der Söhne des verstorbenen Vladiken Pešek von Veletiny. Nachdem Jan Jičínský von Cimburg 1472 mit Lipowa belehnt worden war, schloss er das Gut an seine Herrschaft Brumov an. Im Jahre 1570 wurde Lipowy der Lehnsherrschaft Slavičín zugeschlagen. 1573 wurde der Ort Lipowau genannt. Während des Dreißigjährigen Krieges verödete das Dorf zum Teil. 1663 verwüsteten die Türken Lippowa. Während des Aufstandes von Franz II. Rákóczi wurde der Ort 1709 von den Kuruzen niedergebrannt. Das älteste Ortssiegel stammt von 1782. Im Jahre 1843 bestand Lippowa aus 73 Häusern und hatte 364 Einwohner. Südöstlich des Dorfes lag der herrschaftliche Meierhof Hluboké. Die Bewohner lebten von der Viehzucht und dem Obstbau. Ein Großteil der Männer verdiente sich ein Zubrot als Beschneider. Bis zur Mitte des 19. Jahrhunderts blieb Lippowa dem Lehngut Slavičín untertänig.
Nach der Aufhebung der Patrimonialherrschaften bildete Lipová ab 1850 eine Gemeinde in der Bezirkshauptmannschaft Uherský Brod und dem Gerichtsbezirk Valašské Klobouky. Nach der Auflösung der Bezirkshauptmannschaften wurde Lipová 1855 dem Bezirksamt Valašské Klobouky zugewiesen. Ab 1868 gehörte das Dorf zur wiedererrichteten Bezirkshauptmannschaft Uherský Brod und zwei Jahre später auch zum dortigen Gerichtsbezirk. Im Jahre 1905 wurde Lipová dem Gerichtsbezirk Bojkovice zugeordnet. Die Tradition der Beschneiderei erlosch 1948. 1949 wurde sowohl der Okres Uherský Brod als auch der Gerichtsbezirk Bojkovice aufgehoben und die Gemeinde dem Okres Valašské Klobouky zugeordnet. Dieser bestand bis Ende 1960, danach wurde Lipová Teil des Okres Gottwaldov. Mit Beginn des Jahres 1980 wurde Lipová zusammen mit Nevšová, Rudimov und Petrůvka nach Slavičín eingemeindet. Mit Beginn des Jahres 1992 löste sich Lipová wieder von Slavičín los und bildete eine eigene Gemeinde.

## Gemeindegliederung
Für die Gemeinde Lipová sind keine Ortsteile ausgewiesen. Zu Lipová gehört die Ansiedlung Klenůvky.

## Sehenswürdigkeiten
- Kapellchen der Jungfrau Maria, erbaut 1776
- Kapelle des hl. Wenzel, errichtet 1929
- Mineralquelle Kuželův Vesník, nordwestlich des Dorfes am Podevsový potok
- Mineralquelle an der Lukšinka, nordwestlich des Ortes
- Mineralquelle am Lipovský potok, nördlich von Lipová
- Denkmalgeschützte Buche, unterhalb der Quelle Kuželův Vesník
- Steinernes Kreuz mit Christusrelief, aus dem Jahre 1867
- Haus Nr. 79, denkmalgeschützter Lehmziegelbau in Volksbauweise, errichtet 1851
- Doppelstockiger gezimmerter Kammerbau beim Haus Nr. 22, Baudenkmal